# Francisca (arma)
La francisca és una destral llancívola que fou usada pels francs, merovingis i carolingis, entre els segles V i VIII.

## Etimologia
El nom de francisca s'esmenta per primer cop en el llibre Ethymologiarum sive originum del bisbe Isidor de Sevilla. Francisca és el femení de "franciscus", en llatí, derivat de "francus" (que vol dir franc).
"Secures signa sunt quae ante consules ferebantur; quas Hispani ab usu Francorum per derivationem Franciscas vocant. Ea signa portari ne aut usum perderent belli, aut vacans aspectum amitteret gladiorum".

## Descripció
Hi ha proves arqueològiques que demostren un ús freqüent de la francisca com a arma llancívola. Es considera que l'abast efectiu probable era d'uns dotze metres.
La francisca adopta una forma en essa característica. La part superior acostuma a seguir una forma doblement corbada, mentre que la part inferior uneix el tall amb el mànec amb una corba simple. El centre del tall forma un angle de 90 o 115 graus amb el mànec.
L'ull de les francisques és rodó o el·líptic i està previst per a encaixar-lo en el mànec amb una certa conicitat. Les dimensions del tall oscil·len entre els 110 i els 220 mm, mentre que el pes varia entre els 200 i els 1300 grams.